# Вовк Валерій Анатолійович
Вале́рій Анато́лійович Во́вк (народився 3 червня 1969) — полковник Збройних сил України.

## З життєпису
Є одним із засновників батальйону «Київська Русь». Заступник командира 11 б ТрО з озброєння починаючи 19-м березня 2014 року.
На виборах до Київської обласної ради 2015 року балотувався від партії «Нові обличчя». На час виборів проживав у Києві, був пенсіонером.
В січні 2017-го комбат Валерій Вовк призначений керівником муніципальної варти міста Ірпінь.

## Нагороди
- орден Данила Галицького (29.09.2014)